# Perthustunnel
De Perthustunnel is een dubbel geboorde tunnel voor de hogesnelheidslijn tussen Spanje en Frankrijk. De Perthustunnel heeft een lengte van 8,3 km en ligt net ten westen (en onder) de Col du Perthus.
De aanleg begon in 2005 en de tunnel is in 2009 gereed gekomen. Er is gebouwd tussen Montesquieu-des-Albères en Figueras. De hogesnelheidslijn tussen Perpignan en Barcelona voor passagierstreinen volgde in 2013.